# Castello di Narberth

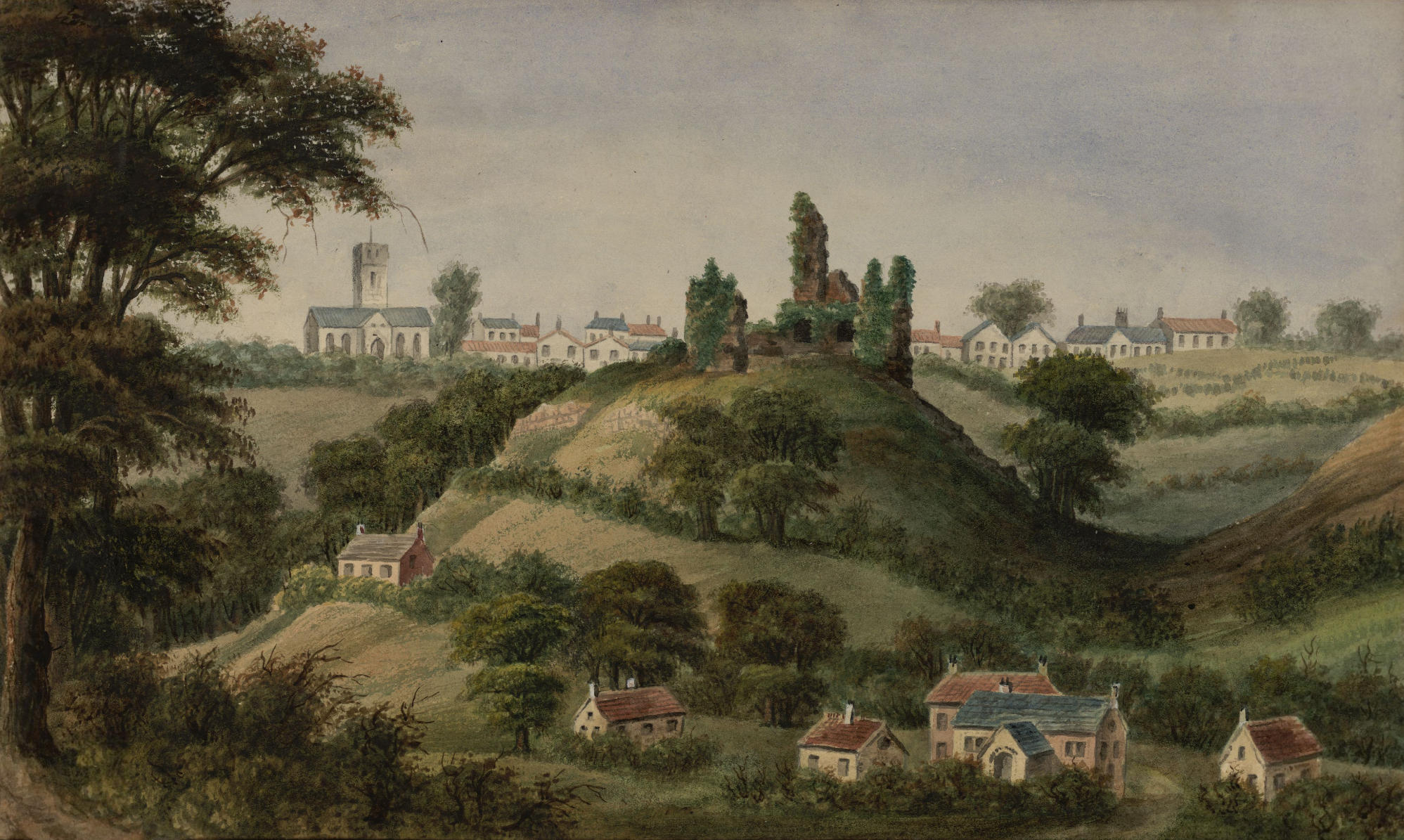
Il castello di Narberth in una stampa del XIX secolo

Il castello di Narberth (in inglese Narberth Castle; in gallese Castell Arberth) è un castello fortificato in rovina della cittadina gallese di Narberth, nella contea del Pembrokeshire (Galles sud-occidentale), eretto nel XII secolo e ricostruito nel XIII secolo.  Fu di proprietà della famiglie Marshal e Mortimer.  Fu di proprietà della famiglie Marshal e Mortimer.
L'edificio è classificato come castello di primo grado.

## Storia
Il luogo dove sorge il castello di Narberth corrisponderebbe a quello dove sorgeva il leggendario Castell Arberth, citato nel Mabinogion e descritto come la residenza del principe del Dyfed Pwyll. Storicamente, il castello normanno di Narberth, in origine un motte e bailey, venne invece citato per la prima volta nel 1116: la sua costruzione sarebbe forse da attribuire a Robert Bellême, conte di Shrewsbury, che era divenuto proprietario dell'area nel 1102.
Nel 1116 il castello venne dato alle fiamme dai Gallesi e ricostruito forse in luogo diverso da quello in cui sorgeva in origine. Il castello venne quindi menzionato in un documento redatto da Enrico I d'Inghilterra nel 1130. Successivamente, a partire dal 1199, il castello divenne di proprietà dei membri della famiglia Marshal, signori di Pembroke, che forse intrapresero un'opera di ampliamento della struttura.
Il castello, che già nel 1220 era in stato di rovina, venne quindi ricostruito in pietra alla fine del XIII secolo: tale opera di ampliamento, avvenutata probabilmente nel 1246 o 1257 e originariamente attribuita ad Andrew Perrot, pare sia invece da attribuire William de Braose, signore di Abergavenny, che era diventato proprietario del castello dopo il matrimonio con Eva Marshal. La ricostruzione del castello comportò forse il trasferimento di una chiesa e di un cimitero che probabilmente sorgevano in loco, come dimostrerebbero i ritrovamenti di resti umani nell'area.
L'edificio venne gravemente danneggiato da un incendio nel 1299 e fu quindi nuovamente ricostruito.
Il castello divenne quindi di proprietà della famiglia Mortimer nel 1247, dopo il matrimonio di Maud, figlia di William de Braose e Eva Marshal, con Roger Motimer, signore di Wigmore. Dieci anni dopo, Mortimer dovette ricostruire il castello, in quanto distrutto dalle truppe gallesi guidate da Llywelyn ap Gruffudd.
In seguito al sostegno fornito da William Mortimer alla rivolta gallese guidata da Owain Glyndwr, il castello venne requisito da re Enrico V d'Inghilterra e ceduto nel 1404 a Thomas Carew (o Carrewe), sostenitore della corona durante la rivolta, prima di essere nuovamente restituito a Mortimer.  Il castello tornò nuovamente di proprietà della corona inglese dopo la morte di William Mortimer, avvenuta nel 1425, dato che quest'ultimo non aveva eredi.
Il castello venne quindi ceduto dapprima da Enrico VI d'Inghilterra a Riccardo, duca di York, che ne rimase proprietario fino al 1460, anno della sua morte, avvenuta nella battaglia di Wakefield. Il castello venne poi ceduto nel 1516 da Enrico VIII d'Inghilterra all'eroe gallese Rhys ap Thomas, già proprietario del castello di Carew, prima di tornare nuovamente di proprietà della corona quindici anni dopo: l'edificio rimase così disabitato fino al 1657.
Nel 2006, il castello di Narberth venne aperto al pubblico.

## Architettura
La struttura presenta un recinto della misura di circa 40x20 metri, sorretta da due torri.